# Kenji Takagi
Kenji Takagi (高木 健旨 Takagi Kenji?), född 13 maj 1976 i Kyoto prefektur, är en japansk före detta fotbollsspelare.
Takagi började sin karriär 1995 i Gamba Osaka. 1997 flyttade han till Oita Trinity. Efter Oita Trinity spelade han för Sagan Tosu. Han spelade 93 ligamatcher för klubben. Han avslutade karriären 2002.